# 気まぐれ天使
『気まぐれ天使』（きまぐれてんし）は、日本テレビ系列で放送されたホームドラマである。石立鉄男・ユニオン映画シリーズの第六作で、放映期間は1976年10月6日から1977年10月19日までの全43話。

## 概要
- 本作の放送回数は全43回。これは、石立鉄男・ユニオン映画シリーズとしては最長記録である[1]。
- オープニングがアニメーションを利用しており、それまでのシリーズとは一線を画する。この演出・作画は芝山努が手掛けた[2]。芝山の所属は、「Aプロ」から、1976年（昭和51年）9月9日に社名を変更・改組したばかりの「シンエイ動画」である。クレジットはキャストから紹介され、これも、それまでのシリーズでスタッフの後に配役を紹介する順番とは異なっている。
- 音楽：大野雄二&選曲：鈴木清司コンビは、本作の劇伴やブリッジを、同じ日本テレビ系アニメ『ルパン三世 (TV第2シリーズ)』(1977年10月期開始と放送時期も近い)や、その後のアニメ映画『ルパン三世 カリオストロの城』(1979年公開)などでも流用している。
- 劇中に登場する下着は、ワコールの協力を得ている。それまでのシリーズと異なり、主人公の下宿だけでなく、会社や取引先を舞台に同僚と展開する話も多いのが特徴である。
- 「プリンセス下着本社」は、窓に特徴のある海運ビル(東京都千代田区平河町2-6-4)。劇中で、当時隣接していた「株式会社タイトー」(当時:千代田区平河町2-5-3 → 2007年新宿へ移転)のロゴ(TAITO CORPORATION)が、また第33話では近隣の赤坂プリンスホテル、ホテルニューオータニなどが確認出来る。

## あらすじ
女性下着の大手メーカー・プリンセス下着の宣伝部に勤める忍は、ポスターなどのコピーライターとして仕事に従事する一方で、昔からの夢である童話作家として成功するために、仕事が終われば毎晩部屋で童話制作に勤しんでいた。この「童話制作」がカギとなり、同僚の妙子と交際がスタート。二人で「300万円を貯めるまで結婚しない」という条件で、婚約関係に。早稲田の古本屋の二階に居候という貧しい生活を続けていた。
そんなある日曜日、街を歩いていた忍は行き倒れになった老女を助ける。その老女・伊集院綾乃は、公家の家の生まれで、嫁との不仲が原因で京都府から家出をしてきたのだと称するのだった。忍は綾乃に新幹線の切符を買い与え、いったん駅で別れる。しかし、妙子と口論になって不機嫌に帰宅した忍を待っていたのは綾乃だった。まだ発車まで時間があるというのにもかかわらず、新幹線に乗り遅れてしまったと言い、周囲に忍の居所を聞きまわって忍の下宿先までやって来たのだという。手癖の悪い綾乃は、周囲を巻き込みながら様々なトラブルを引き起こすも、「人生は忍の一文字」という父親の教えのもと耐えしのぶのであった。
忍は、綾乃がそれまでいたというアパートを探しに雑司ヶ谷に来る途中、綾乃の孫娘、フーテンもどきで英語が達者な渚と出会う。家主から巨額の未払い家賃を請求された忍は逃げ帰る。渚から、綾乃が多くの昔話を語れることを知った忍は、これをもとに童話が書けるとふんで、帰る家のない綾乃と渚と同居することに。渚は、忍の優しさを見抜いて強く慕うようになる。大家夫婦は、家庭教師として渚が優秀だと分かり、綾乃と渚に隣室での間借りを許し、家賃の面倒は忍がみることになった。しかし綾乃のバサマの手癖の悪さやフーテンの渚の世間知らずが巷でトラブルを引き起こし、忍は世話を焼かされるのであった。
忍の上司で副部長の榎本は、何かと忍の失敗をフォローする義理堅いサッカー部の後輩。実家は大金持ちのため、そういう背景を知らない人と行きずりの恋に落ちて結婚するのが夢。鼻っ柱の強い妙子と付き合おうとするも婚約している妙子から断られて失恋、代わりに、妙子の妹の真紀から見染められ、行きずりのように出会って、ちょくちょくデートする仲になる。
妙子は、年末にフランスのデザイナーに見初められ、婚約を解消して渡仏する。寂しく感じる忍だが、年明けの数週間後、新しい部長として南條友江がバイクに乗って横浜支店からやってきた。厳格な経営スタイルに宣伝部員は戸惑い、忍と榎本は、トモエ御前だとかヒトラーだとかあだ名をつけて愚痴を言う。友江は、おしゃれで仕事のできる榎本より、誠実そうな忍を見込んで、近くにアパートを探してくれという。忍は、妙子の渡仏で寂しがっていた妹の真紀に紹介し、友江と真紀の同居が始まる(ヒロインの交代)。友江は、部下としてトラブルを起こす忍や綾乃のしりぬぐいをするうち、童話作家としての顔に気づき、童話を読んで人柄を高く評価するようになる。
友江の登場を機に、忍自体が職場でトラブルを起こし、友江と榎本が世話を焼くという話が多くなり、ビジネスコメディが展開されるようになっていく。アバンタイトルとエンディングで、石立鉄男が視聴者に向かって一言発するメタ演出も多用されるようになる。終盤は、忍が童話作家としての成功を夢見て、意を決してプリンセス下着を退職。友江と渚のどちらを選ぶのか、友江は、仕事のできる榎本と童話作家に生きる忍とどちらを選ぶのか、タイトル通り二転三転を経て、幕が閉じる。

## キャスト
- 加茂忍：石立鉄男
- 大隈妙子：大原麗子（チーフデザイナー、通称ターコ）
- 南條友江：酒井和歌子（宣伝部部長）
- 榎本一光：森田健作（宣伝部副部長）
- 伊集院綾乃： 悠木千帆[注釈 1]
- 伊集院渚：坪田直子
- 大隈真紀：秋野暢子（妙子の妹）
- 荻田正樹：山田吾一（古本屋「古書現世」の店主）
- 荻田もと子：横山道代（古本屋「古書現世」の女将）
- 荻田光政：脇谷透（古本屋「古書現世」の一人息子）

- 森脇雄二：山本紀彦（小料理屋「八重」の店主）
- 藤平一郎：穂積隆信（プリンセス下着・宣伝部部長）
- 由利：浅野真弓（プリンセス下着・宣伝部社員）
- 信子：前沢保美（プリンセス下着・宣伝部社員）
- 朝子：津山登志子（プリンセス下着・宣伝部社員）
- 鈴木：小野進也（ラジオ局ディレクター）
- 岡崎：岸部一徳（真紀の友達）
- プリンセス下着・専務：若松和子
- プリンセス下着・人事部長：曽我廼家一二三
- 榎本財閥執事・長谷川(二代目)：今福正雄(第15、38、42、43話など)
- 勝代：田島令子（編集者、友江の親友）
- 歌子：藤谷美和子（渚の親友）
- 加茂　忍の父：田中浩
- 加茂　忍（幼少の頃）：西川和孝
- 猪野剛太郎、大矢兼臣、水無川冬子、池田武司、宮本茂

### ゲスト出演者
第1話
- 入院患者：佐山俊二
- 医者：稲垣昭三
- プリンセス下着・宣伝部社員：津村鷹志（当時、クレジットは津村隆）
- 満員電車の男：大前均

第3話
- 榎本財閥の執事・長谷川(初代)：東野英心（当時、クレジットは東野孝彦）

第4話
- アパートの管理人：熊倉一雄

第7話
- 露天商の男：佐藤蛾次郎
- 小料理屋「八重」の常連客：徳光和夫

第8話
- 書籍編集者：田中小実昌

第10話
- 雑誌社の男：三谷昇

第11話
- 木下良一：北村総一郎

第12話
- プリンセス下着・社長：清川虹子
- プリンセス下着・社長の息子：うえだ俊（当時、クレジットは植田俊）

第14話
- ヤクザの親分：山城新伍
- 中村重雄（荻田正樹の親友）：下川辰平

第15話
- 榎本の母：荒木道子
- 榎本の許婚：岸じゅんこ

第17話
- 謎の整体師：左とん平

第19話
- 女性に乱暴を振るヒモ男：二瓶正也
- やくざ（悪徳金融業の男）：松崎真
- やくざ（悪徳金融業の男）：うえずみのる

第20話
- 白川：木島新一
- 白川輝子：杉田かおる

第21話
- プリンセス下着・経理担当重役：柳生博
- バンド演奏：吉田正美と茶坊主

第22話
- プロカメラマン・松原：峰岸徹
- モデル：内田あかり

第23話
- 藤平の娘・悠子：加賀由美子

第24話
- 光政の中学校の先生：武内文平（当時、クレジットは五藤雅博）

第25話
- 医師：二見忠男

第26話
- プリンセス下着・企画部長：山田康雄
- 両角一郎：林ゆたか
- 愛人：絵沢萌子

第27話
- 矢野精吉：高津住男
- 矢野滝代：西川ひかる
- 矢野治：水野哲
- 篠原：松枝錦治
- サッカー指導：橋本章成
- 暁星小学校　アストラ・ジュニアチーム

第28話
- パトカー巡回中の警官：増岡弘

第29話
- 石住清彦（東阪デパートの御曹司）：岡本信人
- 石住道子（清彦の母親）：春川ますみ
- 失業中の青年：徳光和夫

第30話
- 寺田：森本レオ
- 番組ディレクター：金内喜久夫
- 「モーニングショー」司会者：竹中陽一
- 食堂のマスター：内田勝正
- 佐々木隆一：森下哲夫
- 中村雅俊：中村雅俊（友情出演）
- 森川正太：森川 章玄（友情出演）（当時、クレジットは森川正太）

第31話
- プリンセス下着の警備員・森：谷村昌彦
- 交番巡査：山谷初男
- オーストラリア下着卸商社員：ヤン・エリック
- 水橋和夫、山田五郎、小池幸二、小島巌、宮沢康、小幡良二、今市陽一

第32話
- アグネス・ハム：ナンシー美紀
- 神山春乃：加藤治子
- プレジール社員：北村総一郎
- 「ホテル山手」の用心棒：団巌
- 神山宅の隣人：マリーナ・ガランデ
- ハワイのホテルメイド：ディーテン
- 有田麻里、松本敏男、岩下純三、土生和彦、佐藤信行、高橋るみ、

第33話
- 宮崎早苗：関谷ますみ

第34話
- 丑之助：丹古母鬼馬二
- 榎本の先輩：玉川カルテット

第35話
- 坂下(さかのした)：田辺靖雄（忍の同級生）
- 耀子：大山いづみ
- いづくら（耀子の兄）：津村鷹志（当時、クレジットは津村隆）
- 山代タイムズ・石沢：轟謙二
- 編集者・川上：及川ヒロオ
- 協力：九谷宗山、ホテルニューいづくら

第36話
- 坂下(さかのした)：田辺靖雄（忍の同級生）
- いづくら（耀子の兄）：津村鷹志（当時、クレジットは津村隆）
- 山代タイムズ・石沢：轟謙二

第37話
- 法源一刀流道場当主・京極左衛門：有島一郎
- 京極彦丸（左衛門の孫）：森川 章玄（当時、クレジットは森川正太）

第38話
- プリンセス下着・人事部長：藤村有弘

第39話
- 滝沢：神山繁（大学教授）

第40話
- 大沢良子：松本留美（大学時代の童話サークルのメンバー）
- 大沢稔：伊藤洋一

第41話
- プリンセス下着・人事部長：藤村有弘
- 筒井信一：花房徹（童話作家）

第42話
- 西島武夫：有川博（セブンレコード・プロデューサー）

## 使用曲
- 主題歌：「気まぐれ天使」 作詞：松木ひろし／作・編曲：大野雄二／唄・演奏：小坂忠&ウルトラ
- 挿入歌：「ジングル・ジャングル」 作詞：坪田直子／作・編曲：大野雄二／唄：坪田直子

## 劇用車
- DUCATI(ドゥカティ)社の「パラレルツインモデル500GTL」。南條友江が通勤にも使用していた（32話で横浜の街を忍と2人で、来日していた「アグネス・ハム」をバイクに乗って探し回るシーンで確認出来る。1975年発売品なので新車であろう）。忍や榎本も「部長の運転は荒い」と劇中のセリフにも何度もあるように、後ろに乗せられて降りたときふらつく場面が多い。

## スタッフ
- 脚本：松木ひろし、窪田篤人、鶴島光重、若園修
- 音楽：大野雄二
- 企画：吉川斌（日本テレビ）
- 撮影：伊佐山厳、
- 照明：三萩国明 → 東原三郎
- 美術：横尾嘉良
- 録音：片桐登司美
- 編集：西村豊治
- 助監督：佐藤重直、荒木功（ユニオン映画）
- 制作担当：小池仁
- 色彩計測：東原三郎 → 田村信之
- 記録：河辺美津子
- メーク：野儀多恵子
- 選曲：鈴木清司
- 現像所：東洋現像所[4]
- 衣装：東京衣装
- 装飾：高津装飾
- 企画協力：S・H・P（青年座放送プロジェクト）
- 衣装協力：株式会社ワールド、紳士服プレイロード(後期)
- 美術協力：ワコール
- オープニングアニメーション：シンエイ動画 芝山努
- プロデューサー：上野徹（日本テレビ／前期）、長富忠裕（日本テレビ／後期）、山本剛正（ユニオン映画／前期）、松岡明（ユニオン映画／後期）
- 監督（演出）：手銭弘喜、斎藤光正、鶴島光重、田中知己、荒木功、佐藤重直
- 製作：ユニオン映画

## サブタイトル
| 回数 | 放送日         | サブタイトル              | 脚本            | 監督     |
| ---- | -------------- | ------------------------- | --------------- | -------- |
| 1    | 1976年 10月6日 | 忍ぶれど……                | 松木ひろし      | 斎藤光正 |
| 2    | 10月13日       | 働けど……                  | 松木ひろし      | 斎藤光正 |
| 3    | 10月20日       | 想わねど……                | 松木ひろし      | 手銭弘喜 |
| 4    | 10月27日       | 笛吹けど……                | 松木ひろし      | 手銭弘喜 |
| 5    | 11月3日        | 信ずれど……                | 松木ひろし      | 鶴島光重 |
| 6    | 11月10日       | 君待てど……                | 松木ひろし      | 鶴島光重 |
| 7    | 11月17日       | 拾いものには御用心        | 松木ひろし      | 田中知己 |
| 8    | 11月24日       | 野良猫に乾杯              | 松木ひろし      | 田中知己 |
| 9    | 12月1日        | シンデレラの靴            | 松木ひろし      | 田中知己 |
| 10   | 12月8日        | とらぬタヌキとマリアさま  | 鶴島光重        | 斎藤光正 |
| 11   | 12月15日       | 海の向うに何がある?       | 松木ひろし      | 手銭弘喜 |
| 12   | 12月22日       | めざめた朝                | 松木ひろし      | 手銭弘喜 |
| 13   | 12月29日       | これっきり、もう……        | 松木ひろし      | 斎藤光正 |
| 14   | 1977年 1月5日  | 笑う門には……              | 鶴島光重        | 手銭弘喜 |
| 15   | 1月12日        | 嗚呼!花の成人式           | 鶴島光重        | 手銭弘喜 |
| 16   | 1月19日        | 花も恥じらう独裁者        | 松木ひろし      | 田中知己 |
| 17   | 1月26日        | げに恐ろしきは……          | 松木ひろし      | 手銭弘喜 |
| 18   | 2月2日         | ブラジャーで首を吊れ!     | 窪田篤人        | 手銭弘喜 |
| 19   | 2月9日         | これぞ男の生きる道        | 鶴島光重        | 田中知己 |
| 20   | 2月16日        | ジュリエット危機一髪      | 松木ひろし      | 田中知己 |
| 21   | 2月23日        | 破れかぶれで30だァ!!      | 鶴島光重        | 斎藤光正 |
| 22   | 3月2日         | ヒットラーが脱ぐ日        | 窪田篤人        | 手銭弘喜 |
| 23   | 3月9日         | あなた代わりはないですか  | 鶴島光重        | 手銭弘喜 |
| 24   | 3月16日        | 虹をわたったカモさんは……  | 鶴島光重        | 手銭弘喜 |
| 25   | 3月23日        | 花の命はみじかくて        | 窪田篤人        | 手銭弘喜 |
| 26   | 3月30日        | マタハリ恋に死す          | 松木ひろし      | 田中知己 |
| 27   | 4月6日         | 地球を蹴っとばせ          | 松木ひろし      | 手銭弘喜 |
| 28   | 4月20日        | 拾ったチョコを食べないで! | 松木ひろし      | 手銭弘喜 |
| 29   | 5月11日        | お母さん、あしからズ      | 鶴島光重        | 田中知己 |
| 30   | 5月25日        | 蒸発のブルース            | 松木ひろし      | 荒木功   |
| 31   | 6月8日         | 赤い夕陽にピンクの風      | 窪田篤人 若園修 | 手銭弘喜 |
| 32   | 6月22日        | 母をたずねて今日も又……    | 鶴島光重        | 手銭弘喜 |
| 33   | 7月13日        | ああ、結婚遁走曲          | 窪田篤人        | 斎藤光正 |
| 34   | 7月27日        | オトコの約束              | 松木ひろし      | 田中知己 |
| 35   | 8月3日         | 夕空はれて……              | 鶴島光重        | 手銭弘喜 |
| 36   | 8月10日        | バサマの目にも……          | 鶴島光重        | 手銭弘喜 |
| 37   | 8月17日        | パンダに続け!             | 鶴島光重        | 佐藤重直 |
| 38   | 8月24日        | 友江とならばドコドコ迄も  | 鶴島光重        | 手銭弘喜 |
| 39   | 9月7日         | センチメンタル・マキ      | 鶴島光重        | 田中知己 |
| 40   | 9月21日        | オハナシできた?           | 鶴島光重        | 手銭弘喜 |
| 41   | 10月5日        | 社を捨てて、街に出よう    | 松木ひろし      | 手銭弘喜 |
| 42   | 10月12日       | ゴール前の混戦            | 松木ひろし      | 手銭弘喜 |
| 43   | 10月19日       | 棒っ切れにバラが咲く      | 松木ひろし      | 手銭弘喜 |

## 放送局
特記のない限り全て放送時間は 水曜 20:00 - 20:54、同時ネット。
- 日本テレビ
- 札幌テレビ[5]
- 青森放送[6]
- テレビ岩手[6]
- 秋田放送[7]
- 山形放送[8]
- ミヤギテレビ[9]
- 福島テレビ[9]
- 信越放送[10]
- 山梨放送[11]
- 北日本放送[12]
- 北陸放送[12]
- 福井放送[12]
- 中京テレビ[13]

- よみうりテレビ[14]
- 日本海テレビ[15]
- 西日本放送[16]
- 広島テレビ[16]
- 山口放送[17]
- 四国放送[18]
- 南海放送[17]
- 高知放送[19]
- 福岡放送[17]
- テレビ長崎[20]
- テレビ大分[17]
- 熊本放送[17]
- 宮崎放送：水曜 15:56 - 16:50（途中1977年6月3日を以て打ち切り）[21]
- 鹿児島テレビ[22]